# Mops bakarii
Mops bakarii — вид кажанів родини молосових.

## Середовище проживання
Цей вид відомий тільки в лісі Нґезі, в північній частині острова Пемба, біля узбережжя Танзанії. Він живе в лісах.

## Морфологія
Невеликого розміру, із загальною довжиною між 87 і 105 мм, довжина передпліччя між 34 і 38 мм, довжина хвоста 24 до 33 мм, довжина стопи від 8 до 11 мм, довжина вух між 15 і 17 мм і масою до 18.5 грама.
Шерсть коротка. Спинна частина темно-коричневого кольору з білою основою волосся, а черевні частині світло-коричневі з жовтою основою волосся і кінчиками сірувато-білого кольору. Морда дуже плоска, верхня губа має 6-7 різних складок і вкрита короткими щетинками. Вуха з'єднані разом мембраною у формі V. Крилові мембрани чорнуваті. Хвіст довгий, присадкуватий.

## Стиль життя
Знаходить притулок в дуплах дерев, гірських породах і в печерах. Поділяє житло з Chaerephon pumilus Харчується комахами.